# Melothria pringlei
Melothria pringlei là một loài thực vật có hoa trong họ Cucurbitaceae. Loài này được (S. Watson) Mart. Crov. mô tả khoa học đầu tiên năm 1954.